# Bulbophyllum cuspidipetalum
Bulbophyllum cuspidipetalum là một loài phong lan thuộc chi Bulbophyllum.